# 劉偉恒
劉偉恒（英語：Benny Lau，1975年5月6日—），別名「恒隊長」，香港導演和編劇，曾為英皇娛樂旗下藝人，現任香港電台節目主持，在商台任職時期曾推廣韓國文化，有「韓流第一人」之稱。

## 簡歷
劉偉恒曾就讀立本幼稚園、聖貞德小學（下午校）及聖貞德中學，在中學高中時讀理科班，後來於中學會考中取得16分的成績，當中包括中文及英文科各C級的成績。他讀到中六之後，即1993年跟隨家人移民美國，並於三藩市完成大學經濟系課程。1997年7月，劉氏畢業返港，加入香港商業電台，主持深宵節目《一切從音樂開始》。1998年，在一次經南韓轉機回三藩市探親的航程上，初次接觸韓國音樂，隨後取得當時上司鄭丹瑞的批准，於其節目《我恒我訴》中每周加插15分鐘播放韓語歌曲的環節《韓流襲港》。
初期，韓國歌曲並未為香港聽眾接受，唯亦逐漸取得不少捧場客，《韓流襲港》及後發展成獨立節目，並於2002年開設專門介紹韓國潮流文化的網站《韓流網》。他也為香港及中國大陸的報刊撰寫與韓國文化有關的專欄，亦曾訪問過近百位知名韓國藝人。
踏入30歲後，劉氏有感於廣播界可進一步發展的空間有限，尤其不喜歡主持如「巴巴閉 Afternoon D」一類的節目 (尤其不喜歡唱那些改編歌詞作品)，故向商台提出只主持《韓流襲港》節目，騰出時間向外發展。唯商台不同意此建議，故劉氏終決定離開商台。於2007年7月28日晚播出預錄的《我恆我訴》代表他正式離開商台。
現時劉偉恒全力於電影圈發展，並加盟由張家振及楊紫瓊創立的星城娛樂，成為旗下的導演及編劇。2007年，首個電影劇本《木人巷》，入選韓國釜山國際電影節的Pusan Promotional Plan (PPP)。2008年，他執導首部短片《Mr Right》，由譚耀文及陳逸寧主演，彭浩翔監製，此片入選<韓國釜山國際電影節>，<香港亞洲電影節>及法國<One Country One Film Festival>。同年，另一劇本《王家欣》入選台灣金馬獎創投會。
此外，劉偉恒亦擔任MV導演，作品包括：李克勤《他慈我悲》、《一個都不能少》、《再見穿越機》、《兩人行》、Soler《風的季節》、溫家恆《同窗密友》、歐陽靖、陳奐仁《買一送一》、C AllStar《We Are Kitchee!》。
另外，劉偉恒於2009年開始以替工身份於香港電台擔任電台節目主持。2010年9月接替梁東，2011年10月1日開始與梁禮勤正式主持《守下留情》節目。
2010年12月25日，劉偉恒接受浸禮加入九龍城浸信會。
2012年2月25日，劉偉恒與有線新聞台主播/記者王沛然於九龍城浸信會結婚。
2013年3月2日，長女出生。
2015年1月2日，幼女出生。
2018年11月，劉遠赴四川拍攝第三部電影《你的世界如果沒有我》，「你」為全資中國內地電影，演員包括張宥浩、薜昊婧、向傲宇、呂頌賢、祝延平等等，電影在2021年11月於內地上映。
2020 年，劉作出新嘗試，拍攝懸疑驚慄片《焚身》鄭嘉穎、陳靜，電影於2022年上畫。
2021年，英皇電影，曾志偉、恬妞、陳家樂、周家怡、方力申<出租家人>，電影入選美國紐約亞洲電影節、溫哥華國際電影節、中國金雞華語影展年度期待電影等等，並將於2024年上映。
同年，劉首次操刀為香港ViuTV拍攝電視劇集，拍攝以幼稚園為題材的《反起跑線聯盟》，梁詠琪、潘燦良、周家怡、許博文、袁富華、梁業@error、練美娟等演員陣容加盟。此劇於2022年3月播出，引發極大迴響，暫時為ViuTV開台以來第二高收視劇集。
2023 年，再次為香港ViuTV拍攝劇集《反起跑線聯盟2》，除了原班人馬之外，朱茵、蘇皓兒、黃文慧 等亦相繼加入。
劉現時亦是香港電台第一台「守下留情」及三藩市星島中文電台「從青馬到金門」的節目主持，並為香港經濟日報逢星期五撰寫專欄「關男人事」。

## 曾主持電台節目

### 商業電台時期
- 《一切從音樂開始》
- 《我我訴》
- 《韓流襲港》
- 《從前明月光》
- 《一夜情》（「僭建」節目）
- 《越位關係》
- 《越位越出位》
- 《越位越出位之香港最後兩個嫁兩》
- 《只要有情任你點》
- 《巴閉的士》
- 《雷霆新歌新地帶》
- 《一后兩王》
- 《雷霆音樂派》
- 《巴巴閉afternoon D》

### 香港電台時期
- 《輕談淺唱不夜天》
- 《有冇搞錯》
- 《2000靚歌再重聚》
- 《守下留情》（周六版）（2009年-2014年1月11日）
- 《守下留情》（平日版）（2014年1月20日-2019年3月29日）

### 現主持電台節目（香港電台）
- 《守下留情》（晚上版）（2019年4月1日至今）

## 執導電影／電視劇

### 電影
- 2015年《王家欣》
- 2018年《某日某月》
- 2020年《焚身》
- 2021年《你的世界如果沒有我》
- 2024年《出租家人》

### 短片
- 2008年《Mr.Right》
- 2013年《兩情相遇》

### 電視劇（ViuTV）
- 2022年《反起跑線聯盟》
- 2024年《反起跑線聯盟2》

## 曾出版著作
- 《哈韓入門手冊》
- 《漢城走店》
- 《韓流行蹤》
- 《韓流星相》
- 《關男人事》
- 《關男人事2》
- 《我恒我訴》
- 《新手爸打》

## 外部連結
- 劉偉恒的Facebook專頁
- 劉偉恒之臉書粉絲專頁 （页面存档备份，存于）／新浪微博 （页面存档备份，存于）
- 商業電台主持簡介[永久]
- 劉偉恒經典節目重溫 （页面存档备份，存于）
- 劉偉恒新浪博客 （页面存档备份，存于）